# Obesulus ater
Obesulus ater är en stekelart som beskrevs av Boucek 1988. Obesulus ater ingår i släktet Obesulus och familjen finglanssteklar. Inga underarter finns listade i Catalogue of Life.